# Active Template Library
Active Template Library (ATL) — набор шаблонных классов языка C++, разработанных компанией Microsoft для упрощения написания COM-компонентов. Эта библиотека позволяет разработчикам создавать различные объекты COM, серверы автоматизации OLE и управляющие элементы ActiveX. Среда разработки Visual Studio включает мастера и помощников для ATL, позволяющие создать первичную объектную структуру с минимумом ручного программирования.
ATL — это в некоторой степени облегчённая альтернатива MFC в качестве средства управления COM.
ATL используется в ASP (Active Server Pages) для создания объектов, которые могут быть вызваны скриптом.